# Martin Škrtel
Martin Škrtel (pronunciado /shcórtel/ en fonética española; Handlová, Eslovaquia, 15 de diciembre de 1984) es un exfutbolista eslovaco que jugaba como defensa. Fue internacional y capitán de la selección de Eslovaquia.

## Carrera

### Zenit San Petersburgo
Škrtel se formó en el modesto FK AS Trenčín eslovaco, pasando en 2004 a las filas del Zenit San Petersburgo ruso. Con el Zenit disputó 109 partidos entre 2004 y 2007, anotando 5 tantos. Conquistó la Liga Rusa en 2007 e hizo parte del equipo en la primera parte de la campaña del club ruso en la Copa de la UEFA 2007/2008, que acabaría ganando ante el Glasgow Rangers de Escocia. Sus progresos fueron seguidos de cerca por clubes europeos como Valencia CF, Tottenham Hotspur, Everton FC y Newcastle United.

### Liverpool
Fue finalmente el Liverpool F. C. el que se hizo con el fichaje del defensa eslovaco por 6,5 millones de libras, firmando un contrato por la media campaña que le restaba (llegó en el mercado de invierno) y cuatro más. Disputó un total de 320 partidos y marcó 18 goles. Consiguió la Carling Cup en 2012 y fue subcampeón de la Premier League en 2014. Su mejor temporada en materia de partidos fue en 2010/2011, en el cual llegó a disputar 49 partidos (marcó 2 goles), mientras que su mejor temporada goleadora fue la de 2013/2014, en la cual consiguió 7 tantos (disputó 39 partidos). Marcó 4 autogoles en una sola temporada de Premier, récord compartido con Lewis Dunk.

### Turquía y breve paso por Italia
Tras la llegada de Jürgen Klopp al banquillo del Liverpool, queda relevado a un segundo plano, después de la Eurocopa de Francia firma contrato por tres años con el Fenerbahçe, el 13 de julio de 2016, con múltiples expectativas. Abandonó el club una vez finalizó su contrato al término de la temporada 2018-19.
El 9 de agosto de 2019 firmó por una temporada con el Atalanta B. C. El 2 de septiembre, cuando todavía no llevaba un mes en el club, le fue rescindido el contrato.
Horas después de abandonar el Atalanta se hizo oficial su fichaje por el Estambul Başakşehir F. K. por una temporada. En agosto de 2020 firmó su renovación por un año más.

### Vuelta a Eslovaquia y retirada
Diecisiete años después de su marcha al Zenit de San Petersburgo, en agosto de 2021 regresó al fútbol de su país para jugar en el F. C. Spartak Trnava. Allí completó la última temporada de su carrera, anunciando la retirada en el mes de mayo.

## Selección nacional
Fue internacional con la selección de fútbol de Eslovaquia. Estuvo en las selecciones juveniles antes de debutar con la selección mayor en 2004. Škrtel fue incluido en la escuadra nacional que participó en la Copa Mundial de Fútbol de 2010, la primera vez de su país como nación independiente. Jugó en todos los partidos que su selección disputó hasta los octavos de final. También hizo parte de la selección eslovaca que participó recientemente en la Eurocopa disputada en Francia, llegando hasta los octavos de final.

### Participaciones en Copas del Mundo
| Mundial                        | Sede      | Resultado        | Partidos |
| ------------------------------ | --------- | ---------------- | -------- |
| Copa Mundial de Fútbol de 2010 | Sudáfrica | Octavos de final | 4        |

### Participaciones en Eurocopas
| Eurocopa      | Sede    | Resultado        | Partidos |
| ------------- | ------- | ---------------- | -------- |
| Eurocopa 2016 | Francia | Octavos de final | 4        |

## Clubes
| Club                      | País       | Año       |
| ------------------------- | ---------- | --------- |
| F. K. A. S. Trenčín       | Eslovaquia | 2001-2004 |
| Zenit de San Petersburgo  | Rusia      | 2004-2008 |
| Liverpool F. C.           | Inglaterra | 2008-2016 |
| Fenerbahçe S. K.          | Turquía    | 2016-2019 |
| Atalanta B. C.            | Italia     | 2019      |
| Estambul Başakşehir F. K. | Turquía    | 2019-2021 |
| F. C. Spartak Trnava      | Eslovaquia | 2021-2022 |

## Palmarés

### Títulos nacionales
| Título                | Club                      | País       | Año  |
| --------------------- | ------------------------- | ---------- | ---- |
| Liga Premier de Rusia | Zenit San Petersburgo     | Rusia      | 2007 |
| Copa de la Liga       | Liverpool F. C.           | Inglaterra | 2012 |
| Superliga de Turquía  | Estambul Başakşehir F. K. | Turquía    | 2020 |
| Copa de Eslovaquia    | F. C. Spartak Trnava      | Eslovaquia | 2022 |

### Distinciones individuales
| Distinción                  | Año  |
| --------------------------- | ---- |
| Futbolista Eslovaco del año | 2007 |
| Futbolista Eslovaco del año | 2008 |
| Futbolista Eslovaco del año | 2011 |
| Futbolista Eslovaco del año | 2012 |